# 유현 (축구 선수)
유현(劉賢, 1984년 8월 1일 ~ )은 대한민국의 전 축구 선수로서 현역 시절 포지션은 골키퍼였다.

## 클럽 경력
2007년 내셔널리그의 울산 현대미포조선에 입단하여, 2008년 팀의 내셔널리그 우승에 큰 공헌을 하였고, 내셔널리그 MVP를 차지하였다.
2007년 팀을 내셔널리그 우승으로 이끈 뒤, 당시 논의되고 있던 내셔널리그와의 승강제에 대한 기대감을 드러내었으나, 결국 울산 현대미포조선의 승격 거부로 무산되고 말았다. 2008년 12월 팀의 내셔널리그 2연패를 이룩한 뒤 '2009 K-리그 신인 선수 드래프트'에 참가하였고, 2008년까지 울산 현대미포조선에서 함께한 최순호가 초대 감독으로 선임된 새롭게 창단된 강원 FC에 우선 지명으로 입단하여 전 소속팀에서 이루지 못한 꿈을 승격의 꿈을 대신하였다.
2009년 7월 12일 대전 시티즌과의 원정 경기에서 전반 36분 골킥으로 팀의 2번째 골의 어시스트를 기록하며, K리그에서 어시스트를 기록한 7번째 골키퍼가 되었다. 유현은 세 시즌 동안 강원 FC의 주전 골키퍼로서 활약하였다.
그리고 2011년 11월 28일, 계약이 만료된 후 FA 자격으로 인천 유나이티드 FC로 이적하였다.
2013시즌을 앞두고 군 문제 해결하기 위해 안산 경찰청 축구단에 입단하였다가 2014시즌 중 전역하여 팀에 복귀하였다.
2015시즌이 끝난 후, FC 서울로 이적하였으며 2016 시즌을 앞두고 팀의 부주장으로 선임되었다.
2016 시즌 중, 울산과의 K리그 클래식 7라운드 경기에서 전반 내내 실수가 많아 결국 전반 종료 직전 김치곤에게 골을 허용하였고, 후반 시작과 동시에 유상훈과 교체되었다.
2016년 11월 27일 FA컵 결승 1차전에서 후반 34분 경기 도중 이종성을 가격해 구설수에 올랐다. 이로써 12월 3일 열릴 2차전에는 출전하지 못하게 되었다.
그리고 2017시즌 역시 불안한 모습들을 계속 보여주면서 팬들의 비판을 받았으나 FC 안양과의 FA컵 이후로 좋은 경기력을 계속 보여주면서 팬들의 불안감을 많이 해소시키고 있다고 생각했지만 그이후 다시 불안한 모습을 보여주며 양한빈에게 주전 자리를 내주고 말았다.
2018시즌을 마치고 FA대상이 되었고, 일본의 도치기 SC에 입단하면서 생애 첫 해외진출을 하게 되었다. 도치기에서 리그 34경기에 출전하며 주전 골키퍼로 활약했다.
2020시즌을 앞두고 K리그2의 수원 FC로 입단하면서 국내 무대에 복귀했다.
이후 부상으로 결장하다 박배종에게 주전 자리를 내줬으며, 리그 11경기 출장을 기록했다.
22시즌 종료 후 수원 구단과 재계약에 실패하였고, 이후 은퇴로 가닥을 잡은 모양새이다.

## 수상

### 클럽

#### 중앙대학교
- 전국대학축구대회

● 준우승 (1): 2006

#### 울산 현대미포조선 돌고래
- 내셔널리그

● 우승 (2): 2007, 2008
- 대통령배 전국축구대회

● 우승 (1): 2008

#### FC 서울
- K리그1

● 우승 (1): 2016
- FA컵

● 준우승 (1): 2016
- AFC 챔피언스리그

● 3위 (1): 2016

### 개인
- 전국대학축구대회 우수선수상: 2006
- 대통령배 전국축구대회 골키퍼상: 2008
- 내셔널리그 MVP: 2008